# Caos (mitologia)

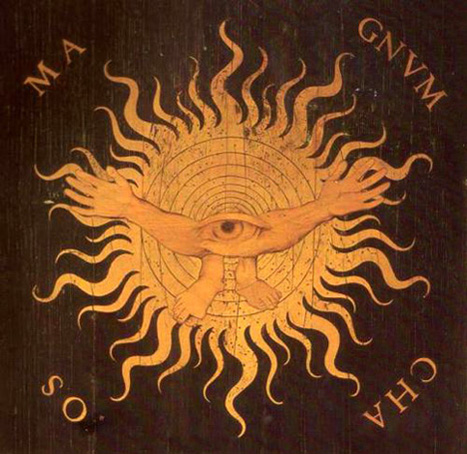
Magnum Chaos, dalle tarsie del coro di Santa Maria Maggiore di Bergamo.

Caos o Chaos (in greco antico: Χάος?, Cháos) è un'entità primigenia, propria della mitologia greca. È plausibile pensare che Chaos sia la personificazione del disordine primordiale, luogo dove nacquero spontaneamente le prime divinità.
Chaos viene menzionato e indicato nella Teogonia (Esiodo):
(Esiodo, Teogonia, 116-125. Traduzione di Graziano Arrighetti, in Esiodo Opere : 1998 Einaudi-Gallimard; 2007 Mondadori, p. 9)

## Caos nella mitografia
Nella Teogonia, Caos è una delle quattro potenze principali, insieme a Gea, Tartaro ed Eros, e generò Erebo e Nyx. Anche nell'orfismo è una delle quattro potenze, però insieme a l'Erebo, il Tartaro, e Nyx.

## Caos nella filosofia
Considerando che originariamente questa parola non aveva l'attuale connotazione di "disordine" che si ritrova nella parola d'uso comune "caos", il termine greco antico "Chaos" viene reso come "Spazio beante", "Spazio aperto", "Voragine" dove indica, nella sua etimologia, "fesso, fenditura, burrone", quindi simbolicamente "abisso" dove sono "tenebrosità, oscurità".
Esiodo lo descrive come eghéneto, non il principio quindi, ma ciò che da questo per primo appare:
(Herbert Jennings Rose. Caos in Dizionario di Antichità Classiche di Oxford, vol.1. Milano, Paoline, 1981, p. 375)
(Giulio Guidorizzi. Il mito greco vol.1 Gli dèi. Milano, Mondadori, 2009, p.1168)
Il Caos, secondo alcuni autori, risulta essere nella mitologia e nella cosmogonia degli antichi greci, la personificazione dello stato primordiale di "vuoto", il buio anteriore alla generazione del cosmo da cui emersero gli dèi e gli uomini.
(Giulio Guidorizzi, Il mito greco. Gli dèi. vol.1, Milano, Mondadori, 2009, p.5)
Altri interpreti della Teogonia avvertono che Caos non coinciderebbe solo con il "Vuoto". Graziano Arrighetti ricorda che su questa nozione/divinità non si ha concordanza tra gli studiosi ma «si è in generale d'accordo che Χάος non è semplicemente il "vuoto", il "luogo" dove le entità vengono in essere e trovano collocazione»; ma, da un'attenta disamina del termine, risulterebbe essere un'entità non solo spaziale ma anche materiale: «una sorta di nebulosità senza forma associata all'oscurità».
Lo scoliaste lo descrive come kenón, lo spazio vuoto tra cielo e terra dopo che una possibile unità originaria fu spezzata:
(Scolii a Esiodo, Teogonia, v. 116 Traduzione di Cesare Cassanmagnago. Op.cit, p.493))
Quello che Esiodo chiama Caos non coincide in realtà con quello che i posteri filosofi a partire da Talete identificarono come il principio di tutte le cose o come soprattutto Anassimandro identificò con il termine di archè, ma è l'origine di cose che prima non erano, l'entità eterna ma che non esiste dall'eternità. Da Erebo e Notte si generano le negatività del pensiero greco arcaico: Morte, Sonno e Sogni, le Moire e le Kere, Biasimo, Sventura, Discordia.
Esiodo concepisce infatti una seconda generazione dovuta a Gaia (la madre Terra) che è all'origine del mondo naturale: il cielo, le montagne, il mare e dalla sua unione con Urano (il Cielo stellato) nasceranno gli dei. Gaia «non è generata da Caos, di essa si dice solo l'ingenerato esserci...né mai si incontrano, Gaia e Caos; neppure le loro discendenze si incrociano».
Da notare che nella teogonia orfica riportata da Eudemo da Rodi e dal Papiro di Derveni in principio è la Notte (Nyx) e non Caos. Mentre nella teogonia di ispirazione orfica riportata da Aristofane in Gli uccelli Caos è all'origine unitamente a Erebo, Notte e Tartaro.
Così Filodemo di Gadara in Sulla pietà riassume, ad esempio, alcune differenti antiche dottrine teogoniche:
(Frammenti dei Presocratici (Diels-Kranz: 2 B 14); Traduzione di Gabriele Giannantoni in Presocratici, testimonianze e frammenti, tomo 1. Milano, Mondadori, 2009, p. 29)
Per Anassagora come per Platone il "caos" è il luogo della materia informe e rozza a cui attinge un principio superiore, la "Mente" per Anassagora e il Demiurgo per Platone, per la formazione del mondo ordinato: il cosmo.

## Caos nella religione
La Bibbia riferisce che Dio creò il Cielo e la Terra e che «la terra era informe e deserta, e le tenebre ricoprivano l'abisso, e lo spirito di Dio aleggiava sulle acque. Dio disse: "Sia la luce", e la luce fu» (Genesi 1, 1-5).
Della separazione fra Cielo e Terra e del caos (Apsû) parlavano le religioni della Mesopotamia. La medesima idea si ritrova anche nell'Induismo (Brahmā e la sua nascita dal caos in Manusmṛti I, 5 sgg.) e nella religione egizia (caos).

## Caos nella scienza
L'origine dell'universo - secondo la scienza moderna - è in un punto che ha iniziato ad espandersi, mentre la sua energia diventava materia (big bang). La teoria della relatività ci ha permesso di risalire fino a questo "buco nero al contrario". "Buco" poiché risucchia anche masse enormi, come le galassie; "nero" perché neanche la luce può uscirne; ed è "al contrario" poiché espelle la materia invece di inghiottirla.
Di questo espansione dell'universo da una sorgente puntiforme possiamo ricostruire la storia (13,8 miliardi di anni), ma ci manca ancora un piccolissimo pezzo di questa storia: i primi 10 alla -43 secondi (il cosiddetto tempo di Planck), quando le interazioni fondamentali, cioè le quattro forze dello spazio-tempo (gravitazionale, elettromagnetica, debole, forte) sono tutt'uno. Nell'era di Planck il cosmo emerge da un chaos, confuso ed indefinito, un vuoto nel quale, secondo la fisica quantistica, ci possono essere fluttuazioni di energia, che si trasforma in materia.